# بونا جيليتا
بونا جيليتا هيبريو (ولدت في 6 سبتمبر 1991) ممثلة إندونيسية، عارضة أزياء وحاملة لقب ملكة جمال فازت بجائزة سوبرموديل انترناشيونال 2011 وأيضًا بوتري إندونيسيا 2017. مثلت بلدها إندونيسيا في مسابقة ملكة جمال الكون 2017 ، بالرغم من انها لم تصل إلى أحد مراكز أفضل 16 متسابقة، لكنها فازت بجائزة «ملكة جمال فوتوغرافيا».

## روابط خارجية
- بونا جيليتا في قاعدة بيانات الأفلام على الإنترنت
- Bunga Jelitha Ibrani Official Instagram

| الجوائز و الإنجازات                  | الجوائز و الإنجازات                            | الجوائز و الإنجازات                             |
| ------------------------------------ | ---------------------------------------------- | ----------------------------------------------- |
| سبقه لقب جديد                        | سوبرموديل انترناشيونال 2011                    | تبعه · جنوب أفريقيا · ريبيتسوي سيتشوارو         |
| سبقه كورنيا أنغراياني                | بوتري منطقة العاصمة جاكرتا الخاصة الخامسة 2017 | تبعه أغنيس تيفاني                               |
| سبقه · سولاوسي الشمالية · كيزيا وارو | بوتري إندونيسيا 2017                           | تبعه · جزر بانغكا بليتونغ · سونيا فيرجينا سيترا |